# Danielle Arbid
Pour les articles homonymes, voir Arbid.
Danielle Arbid, née le 26 avril 1970 à Beyrouth au Liban, est une réalisatrice franco-libanaise.

## Biographie

### Origines et formation
Danielle Arbid est née et a grandi à Beyrouth, excepté une période pendant laquelle sa famille se replie dans un village en montagne, lorsque les combats de la guerre civile libanaise les mettent en insécurité.
Elle s'installe à Paris à 17 ans. Elle y étudie la littérature comparée à l'université Sorbonne-Nouvelle et le journalisme au CFPJ. Elle est ensuite pigiste pour différents journaux, dont Courrier international ou Le Magazine littéraire.

### Carrière: cinéma et vidéo
L'écriture d'un scénario qu'elle envoie au Groupe de recherches et d'essais cinématographiques (GREC), un département du Centre national du cinéma, lui vaut un prix en 1997 pour sa réalisation. Ce premier court métrage s'intitule Raddem et ouvre sa carrière de réalisatrice,.
Son premier documentaire, Seule avec la guerre reçoit le Léopard d'argent vidéo au festival de Locarno et le prix Albert-Londres en 2001, faisant d'elle une des plus jeunes lauréates du prix. Trois ans plus tard en 2004, elle reçoit, toujours à Locarno, le Léopard d'or vidéo pour l'essai Conversations de salon, décerné par le jury de Chantal Akerman et, la même année, elle est lauréate de la Villa Médicis hors les murs pour le documentaire Aux frontières.
En 2004 et 2007, ses deux longs métrages de fiction, Dans les champs de bataille et Un homme perdu, sont sélectionnés successivement à la Quinzaine des réalisateurs au festival de Cannes, recevant le Label Europa Cinemas et le grand prix du festival de Milan ou le Reflet d'or au festival de Genève, entre autres.
Un homme perdu est en partie inspiré des voyages en Orient de l'écrivain américain William T. Vollmann et, surtout, de la vie du photographe français Antoine d'Agata, qui a collaboré au scénario.
Elle tourne Beyrouth hôtel en 2011, téléfilm pour Arte, programmé en janvier 2012, qui réalise une des meilleures audiences fiction de la chaîne.
Presque tous ses films ont été censurés ou interdits au Liban, son pays d'origine, et au Moyen-Orient, pour atteinte aux bonnes mœurs ou à la sécurité de l’État. En 2012, elle intente un procès à l’État libanais  pour avoir censuré Beyrouth hôtel et pour abroger la loi sur la censure, procès qu'elle a perdu.
« En général mes films exposent des secrets. À cause de cela beaucoup de gens estiment que je suis une provocatrice, que je pose la caméra là où ça dérange, que je le fais avec une impertinence jouissive. Et que je ne suis pas du tout représentative du monde arabe d'où je viens. Moi je trouve même dans cette détestation, une force pour faire encore des films. Car au-delà de la provocation pure, c'est la désobéissance qui m'intéresse » explique-t-elle dans une interview du journal du festival de la Rochelle en 2012.
En 2015, elle réalise son troisième long métrage de fiction, Peur de rien, avec notamment Vincent Lacoste et Dominique Blanc. Le film reçoit le prix de l'académie Lumière de la Presse étrangère en France et, entre autres, le prix de la meilleure actrice au festival des Arcs pour Manal Issa qu'elle révèle dans ce film.
En 2020, elle termine son quatrième long métrage de fiction, Passion simple, adaptation du roman éponyme d'Annie Ernaux, avec, dans les rôles principaux, l'actrice française Laetitia Dosch et la star du ballet Sergueï Polounine,. Passion simple est annoncé en sélection officielle du festival de Cannes 2020, en compétition au festival de San Sebastian, puis à Toronto, Zurich, Busan, Lumière, Les Arcs, etc.,,,,,,
En 2017, elle fait l’objet d’un film portrait, Danielle Arbid, un chant de bataille, réalisé par Yannick Casanova dans la série Cinéastes de notre temps dirigée par André S. Labarthe.
En 2022, elle représente le Liban à la Biennale de Venise avec l'essai vidéo Allô Chérie. Le pavillon libanais est sélectionné[Quoi ?] par Le Monde, le Financial Times et le Le Quotidien de l'art, Télérama etc.,,
Toujours en 2022, elle réalise les quatre premiers épisodes et mené la direction artistique d'une série pour Canal+ intitulée 66.5.

#### Festivals, rétrospectives…
Sélectionnés par de nombreux festivals en France et dans le monde, ses films, fictions, ou documentaires ont été primés à plusieurs reprises,.
Plusieurs rétrospectives ont été organisées autour de ses films notamment au festival de Gijon (2007) et au festival international du film de La Rochelle (2008) et au Festival dei Popoli à Florence (2016).
Ses œuvres vidéos ont été présentées notamment au Centre Pompidou, au Museum Moderner Kunst Stiftung Ludwig Wien, au musée d'Art contemporain du Val-de-Marne, à la Fondation Boghossian et au musée des Beaux-Arts de Rennes.

### Autres activités
Danielle Arbid est aussi photographe et, occasionnellement, actrice.
Avec un article intitulé « Annie Ernaux, une punk », elle est l'une des contributrices à l'ouvrage collectif des Cahiers de l'Herne consacré à l'écrivaine.

### Engagement
Elle est membre du collectif 50/50 qui a pour but de promouvoir l’égalité des femmes et des hommes et la diversité dans le cinéma et l’audiovisuel,,.

## Filmographie

### Comme réalisatrice

#### Courts métrages
- 1998 : Raddem (fiction, 17 min)[36]
- 1999 : Le Passeur (fiction, 13 min) Prix du jeune jury européen au festival Premiers Plans d'Angers 1999.
Prix d’interprétation masculine au festival de Mons 1999.
- 2000 : Seule avec la guerre (documentaire, 59 min)[37] Léopard d’argent vidéo au festival de Locarno, 2000.
Prix Albert-Londres audiovisuel de l'année 2001.
- 2002 : Étrangère (fiction, 45 min) Grand prix du festival du film de Vendôme 2002.
- 2002 : Aux frontières (documentaire, 58 min), diffusion Arte
- 2003 :  Conversation de salon 1 Mention spéciale du jury, festival international du court métrage d'Oberhausen 2003.
- 2004 : Conversation de salon 1-2-3 (vidéo essai, 29 min) Léopard d'or compétition vidéo (cinéma du présent) du festival international du film de Locarno 2004.
- 2005 : Nihna/Nous (vidéo essai, 11 min)
- 2008 : This smell of sex! (vidéo essai, 20 min 25 s)[38]
- 2009 : Conversation de salon 4-5-6 (vidéo essai, 30 min)
- 2012 : Saat Saat (vidéoclip)
- 2016 : Balcoon (vidéoclip pour Bachar Mar-Khalifé)[39]
- 2017 : Le Feu au cœur (vidéo pour la 3e scène de l'Opéra)
- 2020 : Blackjack (vidéo essai)
- 2021 : L'Art de la cuisine & Souvenirs de violence (vidéos essais)
- 2021 : Je donne à mon cœur une médaille pour t'avoir oublié (14 min) Prix Alice-Guy au festival international de cinéma de Marseille 2022 (première mondiale).
- 2015/2022 : Allo Chérie (vidéo essai, 21 min)[40],[41]

#### Longs métrages de fiction
- 2004 : Dans les champs de bataille[42],[43], Festival de Cannes/Sélection de la Quinzaine des réalisateurs Grand prix du festival de Milan 2004.
- 2007 : Un homme perdu[44],[45],[46], Festival de Cannes/Sélection de la Quinzaine des réalisateurs Prix Europa.
- 2012 : Beyrouth hôtel (Beirut Hotel) (téléfilm), Arte
- 2015 : Peur de rien (Parisienne)[47],[48],[49], sélection festival international du film de Toronto 2016 Prix d'interprétation féminine au festival de cinéma européen des Arcs.
Prix de l'académie Lumière de la presse étrangère en France.
- 2020 : Passion simple[50],[51],[52],[53],[54], sélection officielle du festival de Cannes

### Comme actrice
- 2013 : Les Apaches de Thierry de Peretti : la propriétaire
- 2016 : Réparer les vivants de Katell Quillévéré : Elsa

### Autres prix et récompenses
- Léopard d'or video au festival de Locarno 2004
- Léopard d'argent vidéo au festival de Locarno 2000
- Prix Albert Londres audiovisuel 2001
- Prix du meilleur premier film au festival international canadien du documentaire Hot Docs de Toronto
- Prix du jury œcuménique du festival international du film documentaire et du film d'animation de Leipzig
- Prix du documentaire méditerranéen 2001 en Calabre
- Mention spéciale du jury au Festival dei popoli à Florence
- Prix spécial de la région lombarde – Filmondo à Milan
- Reflet d'or de la section Perspectives au festival international du film de Genève
- Bayard d'or du meilleur scénario festival international du film francophone de Namur
- Prix du meilleur réalisateur et prix du meilleur premier film au festival international du film de Las Palmas de Gran Canaria (en)
- Grand prix à la biennale du film de l’Institut du monde arabe
- Prix spécial du jury au festival international de Carthage
- Prix du meilleur scénario et prix des laboratoires GTC au festival du cinéma méditerranéen de Montpellier 2004
- Prix New Voices/New Visions du meilleur premier film au festival international du film de Palm Springs
- Mention spéciale du jury au 16th NATfilm Festival de Copenhague 2005
- Prix de la première œuvre au festival de Tétouan
- Mention spéciale du jury du Festival del cinema delle culture mediterranee 2005